# ハンス・ヘニー・ヤーン
ハンス・ヘニー・ヤーン（Hans Henny Jahnn, 1894年12月17日 - 1958年11月29日）は、ドイツ出身の作家、オルガン制作者。

## 生涯と作品
ハンブルク近郊のシュテリンゲンに生まれる。祖父と父はともに職人だった。高等学校在学中から創作活動に熱中し、第1次世界大戦に反対して亡命しつつ戯曲を執筆する。このときの作品『牧師エフライム・マグヌス』は出版され、1920年にクライスト賞を受賞した。
帰国後は宗教結社ウグリノの結成にたずさわり、ヨーロッパ各地のオルガンの修復作業にあたる。ナチス・ドイツの政権が誕生した1933年からはボーンホルム島へ亡命し、長篇小説3部作『岸辺なき流れ』の執筆をはじめる。第2次世界大戦後は、反戦活動として原水爆禁止運動などに参加する一方、過去の作曲家の楽譜の復元を行ない、晩年をハンブルクですごした。

## 主な著作

### 長篇
- Perrudja (1929)
- Fluß ohne Ufer　『岸辺なき流れ』3部作

1. Das holzschiff (1949)　邦訳『木造船 岸辺なき流れ第一部』　沼崎雅行訳、現代思潮社、1969年。
2. Die Niederschrift des Gustav Anias Horn nachdem er 49 Jahre alt geworden war (1950)　『グスタフ・アニアス・ホルンの手記』
3. Epilog (1961)

- Die Nacht aus Blei (1956)　邦訳『鉛の夜』　佐久間穆訳、現代思潮社、1966年。
- Ugrino und Ingrabanien (1968)　『ウグリノとイングラーバニエン』

### 短篇集
- Die 13 night geheure geschichten (1963)　邦訳『十三の無気味な物語』　種村季弘訳、白水社、1967年 / 白水Uブックス、1984年。

1. 「ラグナとニルス」
2. 「奴隷の物語」
3. 「時計職人」
4. 「サーサーン王朝の王者」
5. 「庭男」
6. 「ふたご物語」
7. 「少年が泣く」
8. 「ケバット・ケニア」
9. 「マーマレードを食べる人たち」
10. 「モーフ」
11. 「家令を選ぶとき」
12. 「水中芸人」
13. 「盗まれた馬」

### 戯曲
- Pastor Ephraim Magnus (1919)　『牧師エフライム・マグヌス』
- Die Krönung Richards III. (1921)　『リチャード3世の戴冠』
- Der Arzt / Sein Weib / Sein Sohn (1922)
- Der gestohlene Gott (1924)
- Medea  (1926)
- Neuer Lübecker Totentanz (1931)
- Straßenecke (1931)
- Armut, Reichtum, Mensch und Tier (1933)
- Spur des dunklen Engels (1952)
- Thomas Chatterton (1955)
- Die Trümmer des Gewissens (1961)